# Amata klossi
Amata klossi är en fjärilsart som beskrevs av Rothschild 1920. Amata klossi ingår i släktet Amata och familjen björnspinnare. Inga underarter finns listade i Catalogue of Life.